# Authie (Somme)
Pour les articles homonymes, voir Authie.
Authie est une commune française située dans le département de la Somme en région Hauts-de-France.

## Géographie

### Localisation

#### Communes limitrophes
|                       | Pas-en-Artois | Famechon               |
| Thièvres              | Authie        | Saint-Léger-lès-Authie |
| Vauchelles-lès-Authie | Louvencourt   | Bus-lès-Artois         |

La rivière qui porte le nom du village prend sa source à Coigneux à quelques kilomètres d'Authie.

### Hydrographie

#### Réseau hydrographique
La commune est située dans le bassin Artois-Picardie. Elle est drainée par l'Authie, le fleuve l'Authie,.

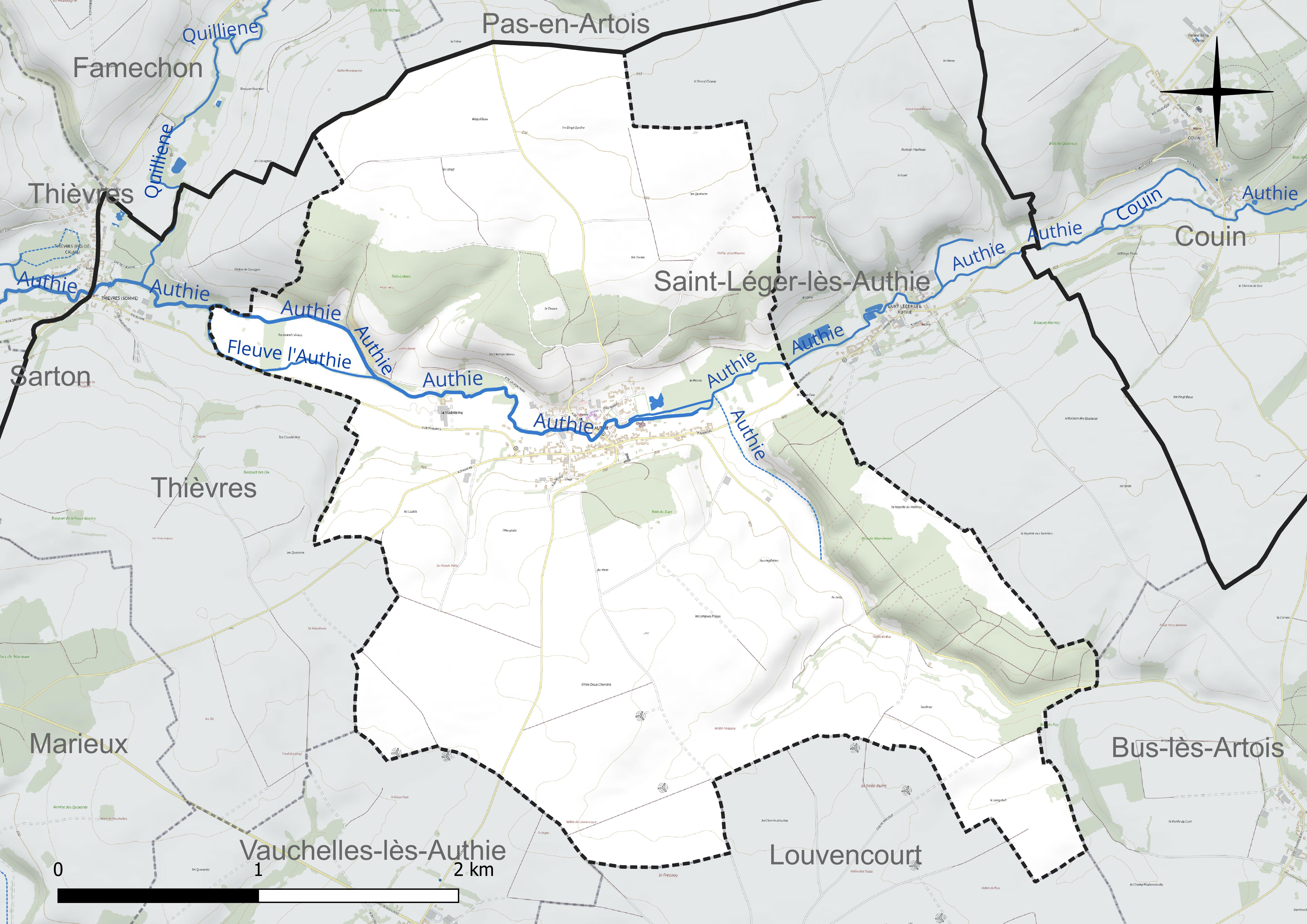
Réseau hydrographique d'Authie.

#### Gestion et qualité des eaux
Le territoire communal est couvert par le schéma d'aménagement et de gestion des eaux (SAGE) « Authie ». Ce document de planification concerne un territoire de 1 253 km2 de superficie, délimité par le bassin versant de l'Authie. Le périmètre a été arrêté le 5 août 1999 et le SAGE proprement dit est, en 2024, en cours d'élaboration. La structure porteuse de l'élaboration et de la mise en œuvre est le syndicat mixte Canche Et Authie.
La qualité des cours d'eau peut être consultée sur un site dédié géré par les agences de l'eau et l'Agence française pour la biodiversité.

### Climat
Pour des articles plus généraux, voir Climat des Hauts-de-France et Climat de la Somme.
En 2010, le climat de la commune est de type climat océanique dégradé des plaines du Centre et du Nord, selon une étude du CNRS s'appuyant sur une série de données couvrant la période 1971-2000. En 2020, Météo-France publie une typologie des climats de la France métropolitaine dans laquelle la commune est exposée à un climat océanique et est dans la région climatique Nord-est du bassin Parisien, caractérisée par un ensoleillement médiocre, une pluviométrie moyenne régulièrement répartie au cours de l'année et un hiver froid (3 °C).
Pour la période 1971-2000, la température annuelle moyenne est de 10,1 °C, avec une amplitude thermique annuelle de 14,1 °C. Le cumul annuel moyen de précipitations est de 803 mm, avec 12,6 jours de précipitations en janvier et 9 jours en juillet. Pour la période 1991-2020, la température moyenne annuelle observée sur la station météorologique la plus proche, située sur la commune de Saulty à 11 km à vol d'oiseau, est de 10,4 °C et le cumul annuel moyen de précipitations est de 899,7 mm,. Pour l'avenir, les paramètres climatiques de la commune estimés pour 2050 selon différents scénarios d'émission de gaz à effet de serre sont consultables sur un site dédié publié par Météo-France en novembre 2022.

## Urbanisme

### Typologie
Au 1er janvier 2024, Authie est catégorisée commune rurale à habitat dispersé, selon la nouvelle grille communale de densité à sept niveaux définie par l'Insee en 2022.
Elle est située hors unité urbaine. Par ailleurs la commune fait partie de l'aire d'attraction d'Amiens, dont elle est une commune de la couronne,. Cette aire, qui regroupe 369 communes, est catégorisée dans les aires de 200 000 à moins de 700 000 habitants,.

### Occupation des sols
L'occupation des sols de la commune, telle qu'elle ressort de la base de données européenne d'occupation biophysique des sols Corine Land Cover (CLC), est marquée par l'importance des territoires agricoles (81,1 % en 2018), une proportion sensiblement équivalente à celle de 1990 (81,5 %). La répartition détaillée en 2018 est la suivante : 
terres arables (69 %), forêts (15,6 %), prairies (12,1 %), zones urbanisées (3,3 %). L'évolution de l'occupation des sols de la commune et de ses infrastructures peut être observée sur les différentes représentations cartographiques du territoire : la carte de Cassini (XVIIIe siècle), la carte d'état-major (1820-1866) et les cartes ou photos aériennes de l'IGN pour la période actuelle (1950 à aujourd'hui).

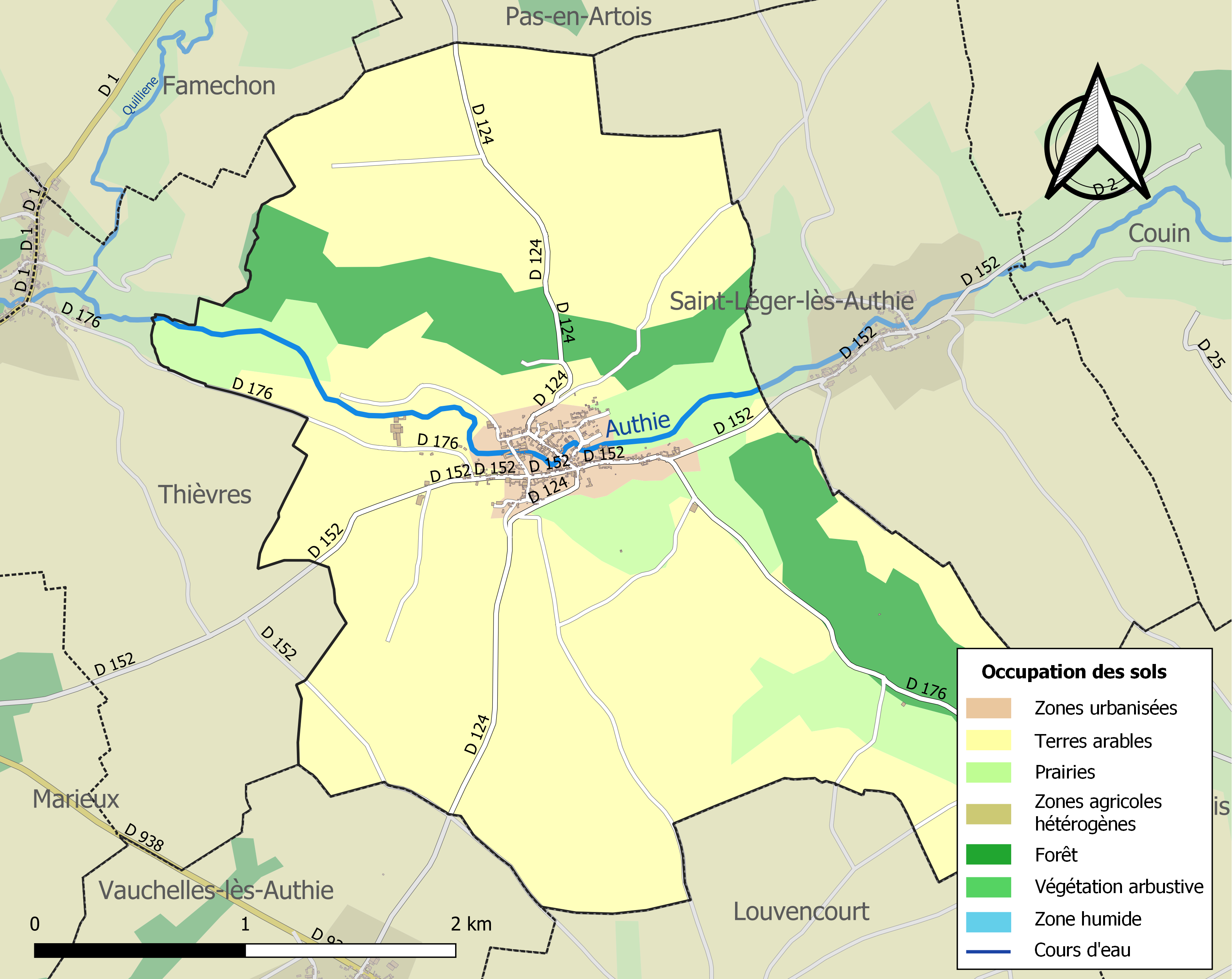
Carte des infrastructures et de l'occupation des sols de la commune en 2018 (CLC).

### Voies de communication et transports
La localité est desservie par les autocars du réseau interurbain Trans'80 Hauts-de-France.

## Toponymie
Le nom de la localité est attesté sous les formes Altegiam dès 830, sur le fleuve côtier Authie (Alteia 723), puis Autie, Authyes, Authies et enfin Authie depuis plus de deux siècles.
Un terme gaulois attegia est reconnu par Xavier Delamarre dans les toponymes de type Athée, Athis au sens de « cabane, hutte ». Il s'analyse en ad- (préverbe) et tegia « maison » cf. vieil irlandais teg, vieux gallois tig, gallois tŷ ; vieux breton tig, breton ti « maison »). Il est vraisemblable qu'Authie contienne le même élément tegia précédé d'un autre préfixe. D'un point de vue phonétique, on a une palatalisation de la consonne intervocalique, d'où [g] devient [j], puis un amuïssement du [j] > [∅], phénomène récurrent en phonétique. Le même auteur explique Arthies (Artegiae 680) comme pouvant provenir d'un *Are-tegia, solution possible pour Authie, sachant que [r] passe régulièrement à [l] devant consonne. Il semble cependant que l'on reconnaisse bien un élément gaulois Alt- contenu par exemple dans Pont-Authou (Eure, Pontem Altoo 1041), mais de sens inconnu.

## Histoire

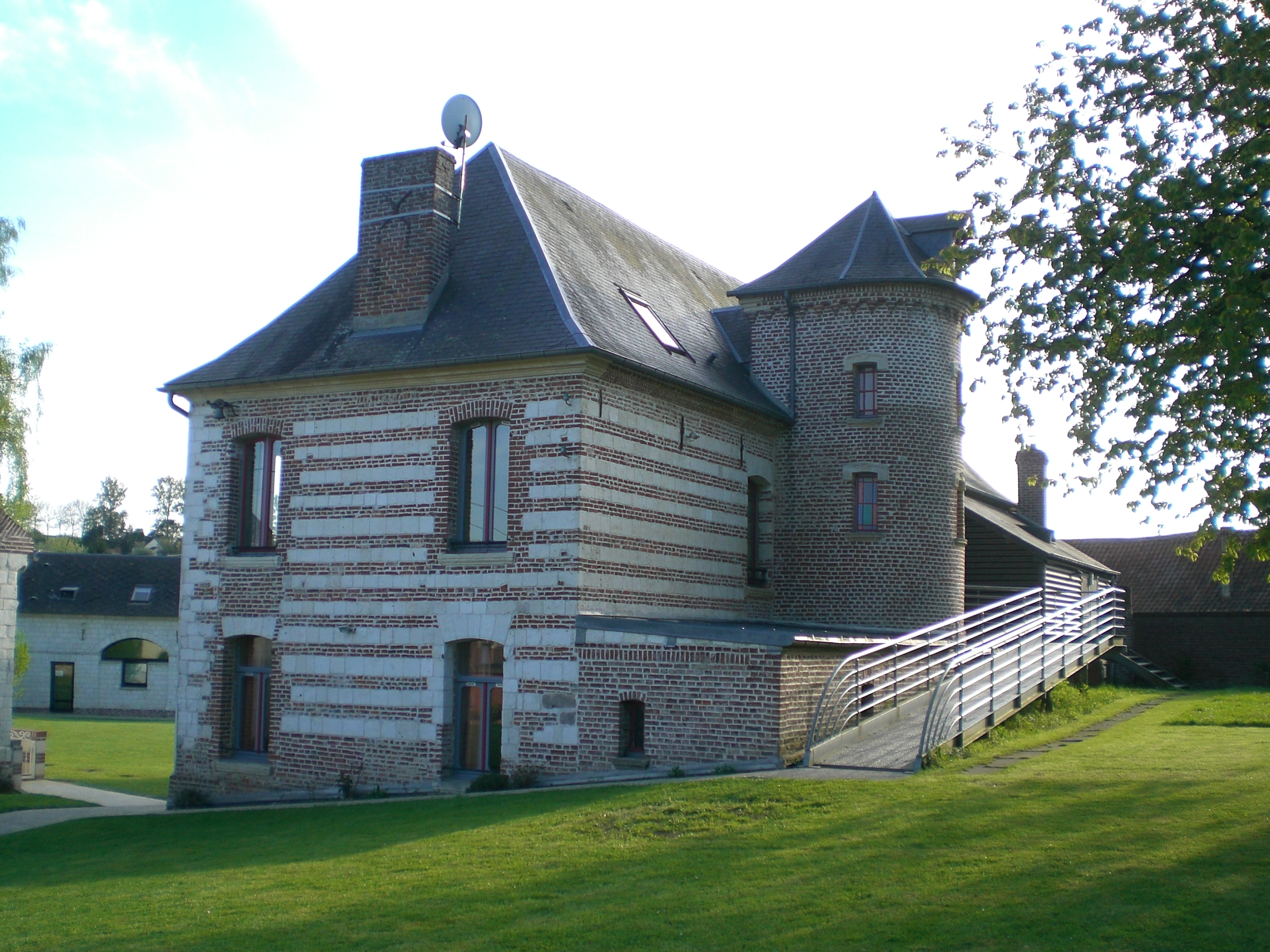
Bâtiment du prieuré.

Des sarcophages ont été découverts au lieudit le Luzet, attestant d'une présence à l'époque franque ou au moins mérovingienne.
Un prieuré de bénédictins a été fondé dès le VIIIe siècle. Il a été rattaché à l'abbaye de Molème (Côte-d'Or). Les appellations le « chemin des Prêtres » et la « rue de l'Abbaye » en rappellent l'existence.
Un château fort, pris par les protestants en 1590, ne s'est jamais relevé de ses ruines.
Le village connut quatre siècles de guerres : contre les Bourguignons, contre Charles le Téméraire, contre les Espagnols. S'ensuivirent la guerre de Trente Ans et la guerre de Succession d'Espagne.
En 1722 et 1804, les maisons entièrement couvertes de chaume ont été détruites par des incendies.
En 1849, le choléra a fait périr 111 des 950 habitants.
Par arrêté préfectoral du 27 décembre 2016, la commune est détachée le 1er janvier 2017 de l'arrondissement d'Amiens pour intégrer l'arrondissement de Péronne.

## Politique et administration
| Période                                  | Période                   | Identité         | Étiquette | Qualité                         |
| ---------------------------------------- | ------------------------- | ---------------- | --------- | ------------------------------- |
| Les données manquantes sont à compléter. |                           |                  |           |                                 |
| 1953                                     | 1964                      | Henri Macron     |           | Ingénieur voyer                 |
| Les données manquantes sont à compléter. |                           |                  |           |                                 |
| 1965                                     | 2001                      | André Carpentier |           |                                 |
| mars 2001                                | En cours (au 25 mai 2020) | Honoré Froideval |           | Réélu pour le mandat 2020-2026, |

## Population et société

### Démographie
Ses habitants sont les Alteens ou des Alteins.

L'évolution du nombre d'habitants est connue à travers les recensements de la population effectués dans la commune depuis 1793. Pour les communes de moins de 10 000 habitants, une enquête de recensement portant sur toute la population est réalisée tous les cinq ans, les populations de référence des années intermédiaires étant quant à elles estimées par interpolation ou extrapolation. Pour la commune, le premier recensement exhaustif entrant dans le cadre du nouveau dispositif a été réalisé en 2004.

En 2022, la commune comptait 258 habitants, en évolution de −13,13 % par rapport à 2016 (Somme : −1,26 %, France hors Mayotte : +2,11 %).
| 1793 | 1800 | 1806 | 1821 | 1831 | 1836 | 1841 | 1846 | 1851 |
| ---- | ---- | ---- | ---- | ---- | ---- | ---- | ---- | ---- |
| 614  | 621  | 618  | 769  | 904  | 945  | 946  | 949  | 852  |

| 1856 | 1861 | 1866 | 1872 | 1876 | 1881 | 1886 | 1891 | 1896 |
| ---- | ---- | ---- | ---- | ---- | ---- | ---- | ---- | ---- |
| 880  | 876  | 928  | 836  | 840  | 690  | 663  | 608  | 571  |

| 1901 | 1906 | 1911 | 1921 | 1926 | 1931 | 1936 | 1946 | 1954 |
| ---- | ---- | ---- | ---- | ---- | ---- | ---- | ---- | ---- |
| 534  | 556  | 491  | 417  | 402  | 404  | 377  | 308  | 311  |

| 1962 | 1968 | 1975 | 1982 | 1990 | 1999 | 2004 | 2006 | 2009 |
| ---- | ---- | ---- | ---- | ---- | ---- | ---- | ---- | ---- |
| 283  | 294  | 280  | 256  | 208  | 238  | 254  | 263  | 293  |

| 2014 | 2019 | 2022 | - | - | - | - | - | - |
| ---- | ---- | ---- | - | - | - | - | - | - |
| 298  | 264  | 258  | - | - | - | - | - | - |

### Enseignement
La commune adhère au S.I.SCO (syndicat intercommunal scolaire) des sources de l'Authie qui regroupe les communes de Authie, Bus-lès-Artois, Coigneux, Louvencourt, Saint-Léger-lès-Authie, Thièvres, Vauchelles-lès-Authie.

## Culture locale et patrimoine

### Lieux et monuments
- Église Saint-Pierre.

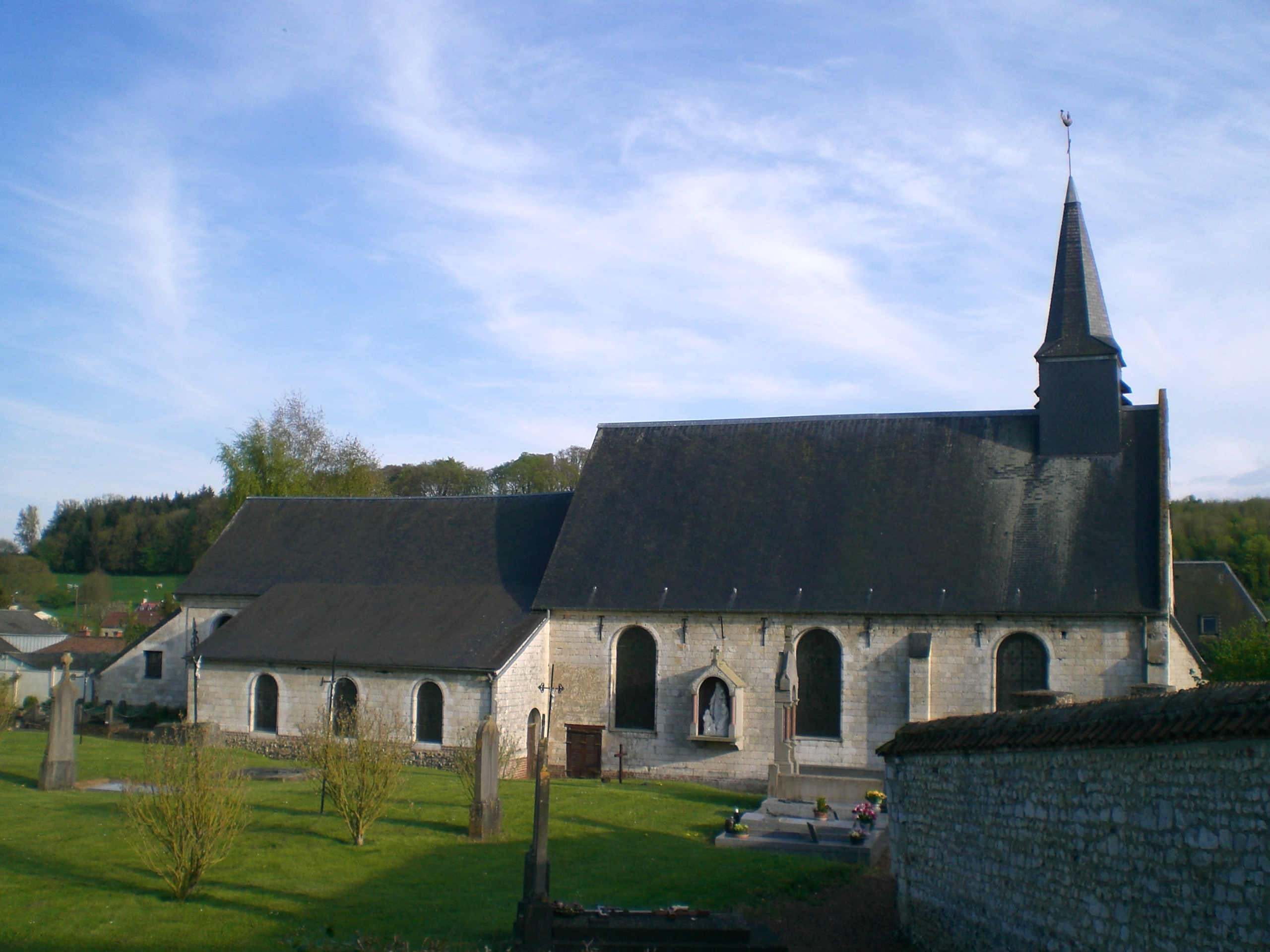
L'église Saint-Pierre vue du cimetière.

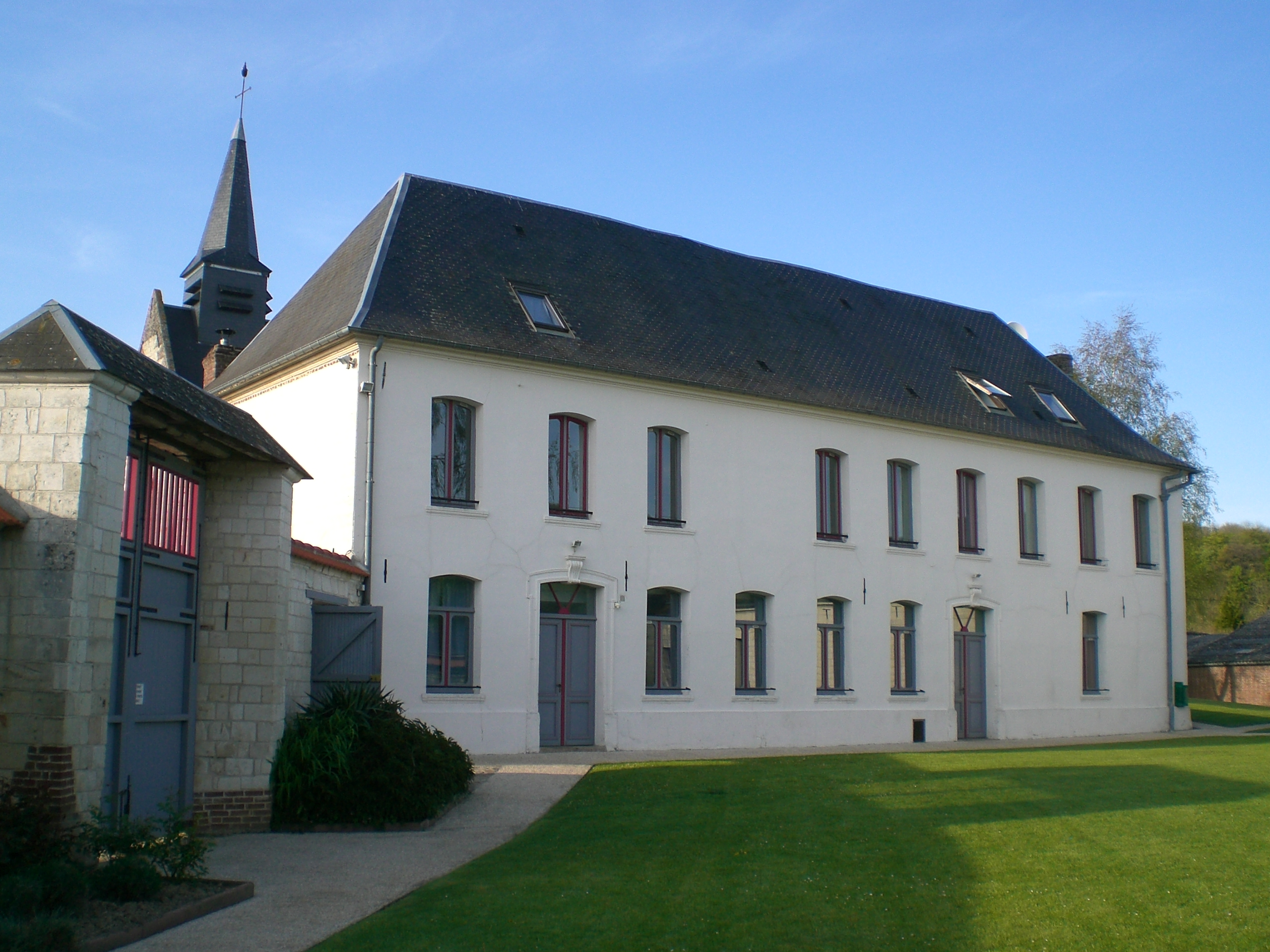
Bâtiment du prieuré.

- Chapelle Notre-Dame-de-Grâce, de 1867. Construite par l'abbé Froideval et ses deux sœurs, natifs du village[29].
- Le prieuré, converti en site d'hébergement.

### Personnalités liées à la commune
Les ancêtres d'Emmanuel Macron sont originaires du village d'Authie. Son arrière-grand-père, Henri Macron, fut maire de la commune de 1953 à 1964.

## Pour approfondir